# Tachina scita
Tachina scita är en tvåvingeart som först beskrevs av Walker 1853.  Tachina scita ingår i släktet Tachina och familjen parasitflugor. Inga underarter finns listade i Catalogue of Life.